# Leusden
Leusden és un municipi de la província d'Utrecht, al centre dels Països Baixos. L'1 de gener de 2009 tenia 28.707 habitants repartits per una superfície de 58,94 km² (dels quals 0,26 km² corresponen a aigua). Limita al nord amb Amersfoort, a l'oest amb Zeist, a l'est amb Barneveld i al sud amb Woudenberg.

## Centres de població

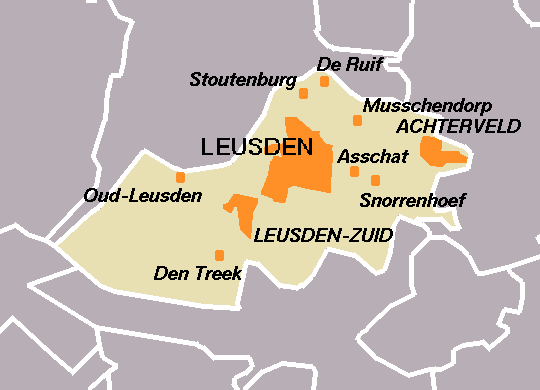
Mapa del municipi, amb els nuclis habitats

- Leusden, originàriament anomenat "Hamersveld" i més tard "Leusden-Centrum";
- Leusden-Zuid, formerly "Leusbroek"
- Achterveld
- Stoutenburg

Altres nuclis més petits són Asschat, Den Treek, De Ruif, Jannendorp, Musschendorp, Oud-Leusden i Snorrenhoef.

## Ajuntament
El consistori municipal consta de 21 membres, format des del 2006 per:

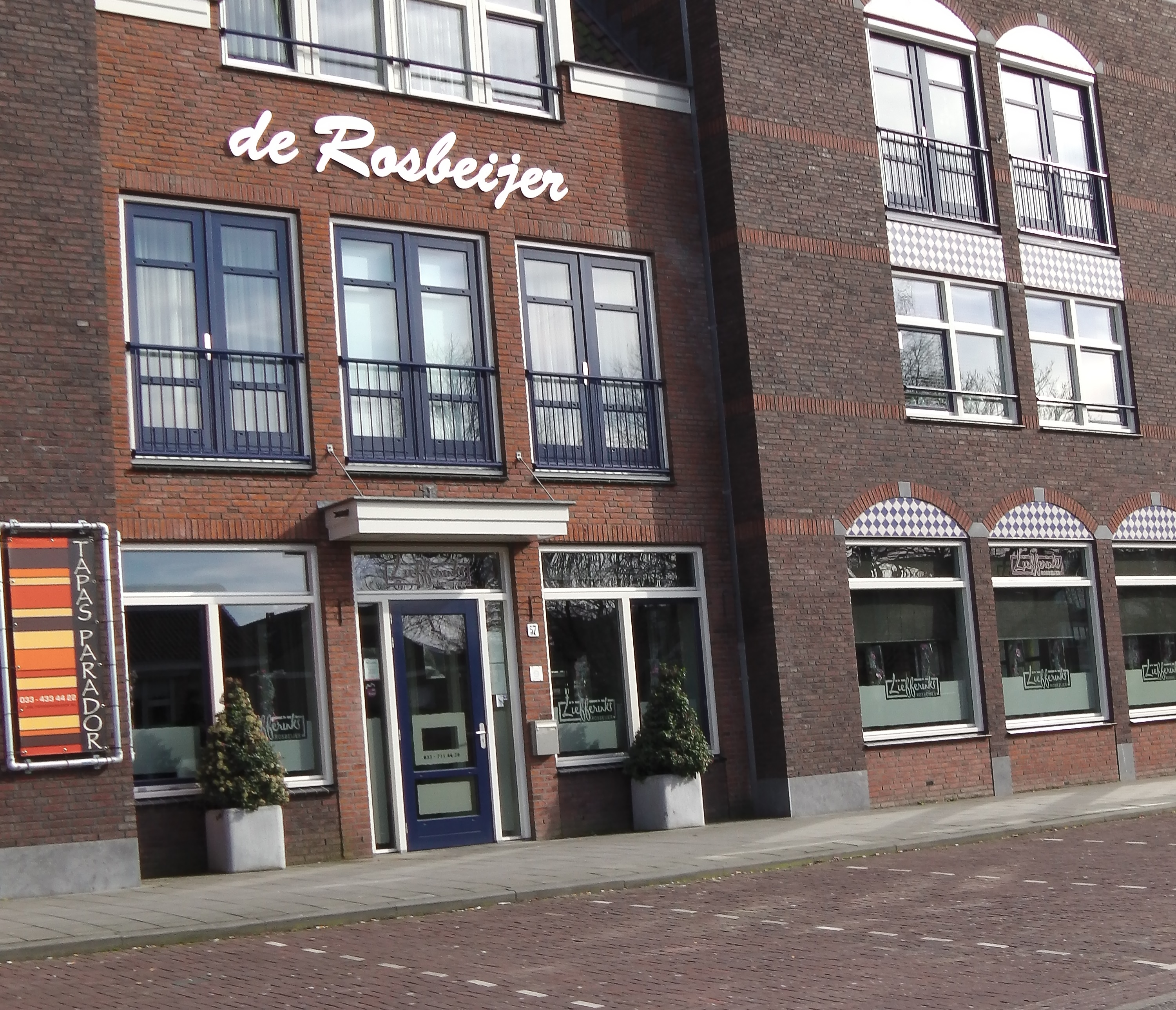
Carrer de Leusden

- PvdA, 5 regidors
- VVD, 5 regidors
- CDA, 5 regidors
- GroenLinks, 2 regidors
- ChristenUnie/SGP, 2 regidors
- Kiesvereniging Leusden '90, 1 regidor
- Demòcrates 66, 1 regidor